# Larinus carlinae
Larinus carlinae es una especie de escarabajo del género Larinus, familia Curculionidae. Fue descrita científicamente por Olivier en 1807.
Especie nativa de Europa e introducida en América del Norte.

## Descripción
Es en su mayoría de color marrón oscuro o negro, pero tiene antenas de color marrón rojizo. Mide 5-8 milímetros de longitud. Tiene forma ovalada, las cubiertas de las alas tienen pelos moteados de color claro. La nariz es larga y estrecha, con una curvatura pronunciada.

## Sinonimia
- Larinus planus Fabricius, 1792.[1]